# Motín del Penal de Mérida (Yucatán) de 1979

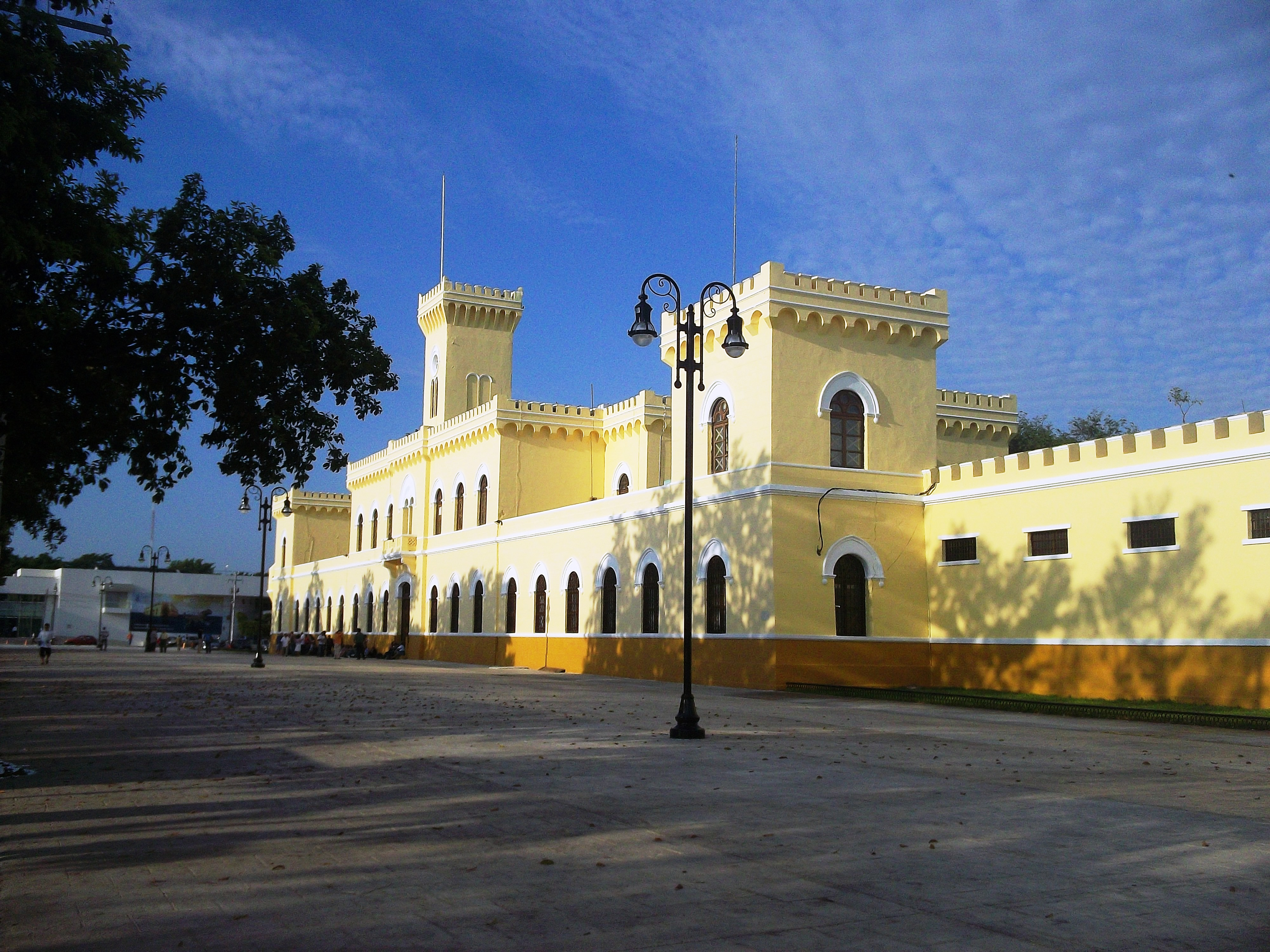
El motín ocurrió en la actual expenitenciaría Juárez

A las 11:00 horas de la mañana del 5 de septiembre de 1979, Francisco López Durán, Jesús Jiménez Custodio y Jaime Pérez Cortés, tres presidarios de alta peligrosidad acusados de delitos federales y asalto bancario se armaron en la entonces penitenciaría Juárez en la ciudad de Mérida y tomaron 23 personas como rehenes. Los amotinados pidieron un helicóptero para escapar de su prisión con rumbo a Cuba o de lo contrario ejecutarían a sus cautivos. Las fuerzas del orden federal y estatal (agentes policiacos y miembros del ejército) encabezadas por el entonces director federal de seguridad, Miguel Nazar Haro, se apostaron a la entrada del presidio aparentemente preparando un ataque e hicieron sonar las sirenas de los carropatrullas y arrojaron agua desde un carro de bomberos a fin de ejercer presión psicológica contra los delincuentes.
Versiones apuntan a que Nazar Haro dio órdenes de asaltar el lugar y disparar a diestra y siniestra, cosa que los policías preventivos y judiciales estatales no acataron. Posteriormente hubo un tiroteo entre los reos y las autoridades y al caer la noche se arrojaron unas granadas de gas lacrimógeno con el fin de someter a los rebeldes ocasionándoles confusión y que fueran sometidos en medio de disparos logrando que los rehenes se autoliberaran a base de golpes después de que los reos hicieran estallar un cartucho de dinamita. A las 20:30 horas los tres reclusos cabecillas del motín fueron fotografiados saliendo por su propio pie ya sometidos y se dijo que serían llevados llevados al hospital Agustín O'Horán, cercano a la prisión, a bordo de sendos carros de patrulla. Sin embargo, al caer la noche se dio una noticia inesperada: los tres amotinados llegaron muertos en una camioneta, que fue usada por las autoridades como ambulancia, al hospital que los trasladaba horas después de su captura. Habían sido ejecutados y la camioneta era manejada por Ricardo Lizama, quien en ese entonces era el jefe de Tránsito de la policía estatal.
La versión de las autoridades es que murieron a consecuencia de las heridas, versión sostenida por Nazar Haro, sin embargo, versiones de la prensa apuntan a que en realidad fueron llevados al campo de tiro de la Policía Federal de Caminos antes de ser trasladados al hospital donde fueron asesinados. Francisco Luna Kan, gobernador del estado, tampoco quiso dar su versión de los hechos: salió de viaje a la entonces Unión Soviética bajo el argumento de una gira de trabajo.